# Уряд Італії
Уряд Італії — вищий орган виконавчої влади Італії.

## Голова уряду
- Прем'єр-міністр — Джорджа Мелоні (італ. Giorgia Meloni).

## Кабінет міністрів
Склад чинного уряду подано станом на 20 грудня 2016 року.
| Логотип | Міністерство                                                     | Міністр                                                                 | Фото | Час на посаді | Час на посаді | Партія | Партія | Вебсайт |
| ------- | ---------------------------------------------------------------- | ----------------------------------------------------------------------- | ---- | ------------- | ------------- | ------ | ------ | ------- |
|         | Міністерство внутрішніх справ                                    | Марко Мінніті (Marco Minniti)                                           |      |               |               |        |        |         |
|         | Міністерство державного управління та спрощення нормативної бази | Марія Анна Мадіа (Maria Anna Madia) (з 22 лютого 2014 до 1 червня 2018) |      |               |               |        |        |         |
|         | Міністерство екології, охорони природи і морів                   | Джанлука Галетті (Gianluca Galletti)                                    |      |               |               |        |        |         |
|         | Міністерство економіки і фінансів                                | П'єр Карло Падоан (Pier Carlo Padoan)                                   |      |               |               |        |        |         |
|         | Міністерство економічного розвитку                               | Карло Календа (Carlo Calenda)                                           |      |               |               |        |        |         |
|         | Міністерство закордонних справ                                   | Анжеліно Альфано (Angelino Alfano)                                      |      |               |               |        |        |         |
|         | Міністерство культурного надбання і туризму                      | Даріо Францесчіні (Dario Franceschini)                                  |      |               |               |        |        |         |
|         | Міністерство оборони                                             | Роберта Пінотті (Roberta Pinotti)                                       |      |               |               |        |        |         |
|         | Міністерство освіти, університетів і досліджень                  | Валерія Феделі (Valeria Fedeli)                                         |      |               |               |        |        |         |
|         | Міністерство охорони здоров'я                                    | Беатріс Лорензін (Beatrice Lorenzin)                                    |      |               |               |        |        |         |
|         | Міністерство Південної Італії та регіональної єдності            | Клаудіо де Вінсенті (Claudio de Vincenti)                               |      |               |               |        |        |         |
|         | Міністерство праці та соціального забезпечення                   | Джуліано Полетті (Giuliano Poletti)                                     |      |               |               |        |        |         |
|         | Міністерство регіонів і автономних територій                     | Енріко Коста (Enrico Costa)                                             |      |               |               |        |        |         |
|         | Міністерство сільського і лісового господарства, харчування      | Мауріціо Мартіна (Maurizio Martina)                                     |      |               |               |        |        |         |
|         | Міністерство транспорту та інфраструктури                        | Гарціано Дельріо (Graziano Delrio)                                      |      |               |               |        |        |         |
|         | Міністерство юстиції                                             | Андреа Орландо (Andrea Orlando)                                         |      |               |               |        |        |         |

- Представник президента при Кабінеті міністрів Італії — Марія Елена Боскі (англ. Maria Elena Boschi).